# Abraxas mixta
Abraxas mixta är en fjärilsart som beskrevs av Porritt 1920. Abraxas mixta ingår i släktet Abraxas och familjen mätare. Inga underarter finns listade i Catalogue of Life.